# Menkhéperrêseneb II
Pour l’article homonyme, voir Menkhéperrêseneb.
Menkhéperrêseneb II est grand prêtre d'Amon à la suite de Menkhéperrêseneb Ier à l'époque de Thoutmôsis III puis Amenhotep II. Il a été supposé jusqu'à tout récemment qu'il n'y avait qu'un seul grand prêtre d'Amon avec le nom de Menkhéperrêseneb. On a supposé que cet individu avait deux tombes thébaines (TT86 et TT112). Peter Dorman (en) a fait valoir qu'il y a deux grands prêtres d'Amon sous le nom de Menkhéperrêseneb. Une discussion sur l'identification et la datation de ces deux grands prêtres d'Amon peuvent être trouvés dans l'ouvrage de David O'Connor et Eric H. Cline : Thoutmosis III: A New Biography.

## Généalogie
Menkhéperrêseneb II est le fils de Hepou, cocher de Sa Majesté et de Taiounet, nourrice du roi.

## Sépulture
Menkhéperrêseneb II est enterré à Thèbes dans la tombe TT112.